# Eichen
Eichen é um município da Alemanha localizada no distrito de Altenkirchen, na associação municipal de Verbandsgemeinde Flammersfeld, no estado da Renânia-Palatinado.

## População
| - 1815 – 150 - 1835 – 197 - 1871 – 320 - 1905 – 341 - 1939 – 324 | - 1950 – 392 - 1961 – 386 - 1970 – 433 - 1987 – 429 - 2000 – 618 |